# Lista de personagens de Steven Universe
Essa é uma lista de personagens da série animada Steven Universe (no Brasil: Steven Universo em Portugal: Steven Universe) 
É uma animação sobre o amadurencimento de um jovem garoto chamado Steven, que vive na cidade turística fictícia de Beach City com Pérola, Garnet, Ametista (elas são as Cristal Gems). Gems são seres humanóides alienígenas como Steven, um garoto híbrido gem-humano terráqueo, e Leão, antes um leão comum no qual foi ressuscitado por Rose Quartz, onde também obteve a juba onde conecta portais por uma realidade própria. Steven e companhia são consideradas rebeldes diante Homeworld, chamadas de Crystal Gems, protegem a Terra das Diamantes (Diamante Branco, Diamante Amarelo, Diamante Azul e Diamante Rosa, e também das Gems corrompidas, resultado de um ataque do Planeta Natal.

## Desenvolvimento

### Conceito e criação
De acordo com Rebecca Sugar, a produção de Steven Universo começou enquanto trabalhava com outros escritores de Adventure Time. O seu último episódio para a série foi "Simon & Marcy", chegando ao ponto de perceber "se tornou impossível de realizar". Ela encontraria essa dificuldade apenas durante a produção do episódio.
O personagem titular, Steven, é levemente baseado no irmão mais novo da criadora Rebecca Sugar, Steven Sugar, que é um dos artistas da série. Enquanto crescia, Sugar colaborava com seu irmão e amigos criando histórias em quadrinhos. Numa entrevista com o jornal The New York Times, ela comentou sobre o desenvolvimento do protagonista do desenho, expressando sua vontade de desenvolver o personagem do ponto de vista do seu irmão criança "quando você vive despreocupado e tem toda a atenção do mundo, mas ao mesmo tempo você tem que crescer e provar que não é mais uma criança".
As personagens coadjuvantes Lars e Sadie foram originalmente criadas por Sugar nos seus tempos de escola. Segundo ela, as "Gems são uma versão de mim... neuróticas, preguiçosas, decisivas". A presença inusual de personagens femininas numa série sobre um garoto - todos os personagens principais exceto Steven e Greg são mulheres - é intencional, de acordo com Sugar. Ela teve a intenção de "quebrar estereótipos de gênero nos desenhos infantis", pois considerava absurdo que desenhos voltados para meninos fossem fundamentalmente diferentes dos para as meninas.
Sugar disse que a criação de vários elementos da série foram inspirados por Future Boy Conan e Sailor Moon.

### Músicas
As músicas e números musicais da série são produzidas por Rebecca com os seus escritores, que colaboram com as letras de toda música. Segundo Rebecca, nem todos os episódios têm uma música, apenas criando uma "quando for necessário".

## Aparições

### Elenco principal
| Espécie / Gema    | Personagem                               | Temporadas      | Temporadas      | Temporadas      | Temporadas      | Temporadas      | Filme        | Future      | Spin-off    |
| Espécie / Gema    | Personagem                               | 1               | 2               | 3               | 4               | 5               | Filme        | Future      | Spin-off    |
| ----------------- | ---------------------------------------- | --------------- | --------------- | --------------- | --------------- | --------------- | ------------ | ----------- | ----------- |
| Diamante e Humano | Steven Universe Steven Universo          | Principal       | Principal       | Principal       | Principal       | Principal       | Principal    | Principal   | ASA         |
| Granada           | Garnet Granate                           | Principal       | Principal       | Principal       | Principal       | Principal       | Principal    | Principal   | ASA         |
| Ametista          | Amethyst Ametista                        | Principal       | Principal       | Principal       | Principal       | Principal       | Principal    | Principal   | ASA         |
| Pérola            | Pearl Pérola                             | Principal       | Principal       | Principal       | Principal       | Principal       | Principal    | Principal   | ASA         |
| Humano            | Lars Barriga                             | Coadjuvante     | Recorrente      | Recorrente      | Recorrente      | Coadjuvante     | Convidado    | Convidado   | Principal   |
| Humano            | Greg Universe Greg Universo              | Coadjuvante     | Recorrente      | Recorrente      | Coadjuvante     | Coadjuvante     | Coadjuvante  | Recorrente  | ASA         |
| Humano            | Connie Maheswaran                        | Coadjuvante     | Recorrente      | Recorrente      | Coadjuvante     | Coadjuvante     | Coadjuvante  | Recorrente  | ASA         |
| Humano            | Sadie Miller                             | Coadjuvante     | Recorrente      | Recorrente      | Recorrente      | Coadjuvante     | Coadjuvante  | Convidada   | ASA         |
| Leão Mágico       | Lion Leão                                | Coadjuvante     | Coadjuvante     | Coadjuvante     | Coadjuvante     | Coadjuvante     | Coadjuvante  | Recorrente  | ASA         |
| Peridoto          | Peridot                                  | Convidada       | Coadjuvante     | Coadjuvante     | Coadjuvante     | Coadjuvante     | Coadjuvante  | Recorrente  | ASA         |
| Lápis-lazúli      | Lápis Lazúli                             | Recorrente      | Convidada       | Coadjuvante     | Coadjuvante     | Coadjuvante     | Coadjuvante  | Recorrente  | ASA         |
| Rubi e Safira     | Ruby e Sapphire Rubi e Safira            | Convidadas      | Convidadas      | Convidadas      | Convidadas      | Recorrentes     | Coadjuvantes | Recorrentes | ASA         |
| Bismuto           | Bismuth Bismuto                          | Does not appear | Does not appear | Convidada       | Convidada       | Recorrente      | Coadjuvante  | Recorrente  | ASA         |
| Espinela          | Spinel Espinela                          | Does not appear | Does not appear | Does not appear | Does not appear | Does not appear | Principald   | Convidada   | ASA         |
| Safira            | Padparadscha                             | Does not appear | Does not appear | Does not appear | Does not appear | Recorrente      | Convidada    | Convidada   | Coadjuvante |
| Rutilo            | Rutile Twins Gêmeas Rutilo Gémeas Rutilo | Does not appear | Does not appear | Does not appear | Does not appear | Recorrentse     | Convidadas   | Convidadas  | Coadjuvante |
| Rodonita          | Rhodonite Rodonita Rodonite              | Does not appear | Does not appear | Does not appear | Does not appear | Recorrente      | Convidada    | Convidada   | Coadjuvante |
| Fluorita          | Fluorite Fluorita Fluorite               | Does not appear | Does not appear | Does not appear | Does not appear | Recorrente      | Convidada    | Convidada   | Coadjuvante |

↑a  Espinela é uma personagem principal exclusivamente no filme.

### Elenco Recorrente
| Espécie / Gema      | Personagem                      | Temporadas          | Temporadas          | Temporadas          | Temporadas          | Temporadas          | Filme               | Future              | Spin-off            |
| Espécie / Gema      | Personagem                      | 1                   | 2                   | 3                   | 4                   | 5                   | Filme               | Future              | Spin-off            |
| Autoridade Diamante | Autoridade Diamante             | Autoridade Diamante | Autoridade Diamante | Autoridade Diamante | Autoridade Diamante | Autoridade Diamante | Autoridade Diamante | Autoridade Diamante | Autoridade Diamante |
| ------------------- | ------------------------------- | ------------------- | ------------------- | ------------------- | ------------------- | ------------------- | ------------------- | ------------------- | ------------------- |
| Diamante            | Rose Quartz Rosa Quartzo        | Convidada           | Convidada           | Convidada           | Convidada           | Recorrente          | Convidada           | Convidada           | ASA                 |
| Diamante            | Pink Diamond Diamante Rosa      | Does not appear     | Does not appear     | Does not appear     | Does not appear     | Recorrente          | Convidada           | Convidada           | ASA                 |
| Diamante            | Yellow Diamond Diamante Amarelo | Does not appear     | Convidada           | Does not appear     | Recorrente          | Recorrente          | Recorrente          | Convidada           | ASA                 |
| Diamante            | Blue Diamond Diamante Azul      | Does not appear     | Convidada           | Does not appear     | Recorrente          | Recorrente          | Recorrente          | Convidada           | ASA                 |
| Diamante            | White Diamond Diamante Branco   | Does not appear     | Does not appear     | Does not appear     | Does not appear     | Recorrente          | Recorrente          | Convidada           | ASA                 |
| Antagonistas        |                                 |                     |                     |                     |                     |                     |                     |                     |                     |
| Jasper              | Jasper Jaspe                    | Convidada           | Convidada           | Recorrente          | Convidada           | Convidada           | Does not appear     | Recorrente          | ASA                 |
| Rubi                | Ruby Eyeball Rubi Olho          | Does not appear     | Does not appear     | Recorrente          | Convidada           | Convidada           | Does not appear     | Convidada           | ASA                 |
| Rubi                | Ruby Navy Rubi Umbigo           | Does not appear     | Does not appear     | Recorrente          | Convidada           | Does not appear     | Does not appear     | Does not appear     | ASA                 |
| Rubi                | Ruby Arm Rubi Braço             | Does not appear     | Does not appear     | Recorrente          | Convidada           | Does not appear     | Does not appear     | Does not appear     | ASA                 |
| Rubi                | Ruby Doc Rubi Mestre            | Does not appear     | Does not appear     | Recorrente          | Convidada           | Does not appear     | Does not appear     | Does not appear     | ASA                 |
| Rubi                | Ruby Leg Rubi Perna             | Does not appear     | Does not appear     | Convidada           | Does not appear     | Does not appear     | Does not appear     | Does not appear     | ASA                 |
| Esmeralda           | Emerald Esmeralda               | Does not appear     | Does not appear     | Does not appear     | Does not appear     | Convidada           | Does not appear     | Does not appear     | ASA                 |
| Elenco Recorrente   |                                 |                     |                     |                     |                     |                     |                     |                     |                     |
| Humano              | Onion Cebola                    | Recorrente          | Recorrente          | Recorrente          | Recorrente          | Recorrente          | Convidado           | Convidado           | ASA                 |
| Humana              | Jenny Pizza                     | Recorrente          | Recorrente          | Recorrente          | Recorrente          | Recorrente          | Convidado           | Convidado           | ASA                 |
| Humano              | Buck Dewey                      | Recorrente          | Recorrente          | Recorrente          | Recorrente          | Recorrente          | Convidado           | Convidado           | ASA                 |
| Humano              | Sour Cream Creme Azedo Chantili | Recorrente          | Recorrente          | Recorrente          | Recorrente          | Recorrente          | Convidado           | Convidado           | ASA                 |
| Humana              | Kiki Pizza                      | Recorrente          | Recorrente          | Recorrente          | Recorrente          | Recorrente          | Convidada           | Convidada           | ASA                 |
| Humano              | Ronaldo Fryman                  | Recorrente          | Recorrente          | Recorrente          | Recorrente          | Recorrente          | Convidado           | Convidado           | ASA                 |
| Humano              | Bill Dewey                      | Recorrente          | Recorrente          | Convidada           | Does not appear     | Recorrente          | Convidada           | Convidada           | ASA                 |
| Humano              | Peedee Fryman                   | Recorrente          | Convidado           | Convidado           | Convidado           | Convidado           | Convidado           | Convidado           | ASA                 |
| Humano              | Mr. Fryman                      | Recorrente          | Convidado           | Convidado           | Convidado           | Convidado           | Convidado           | Convidado           | ASA                 |
| Humano              | Kofi Pizza                      | Recorrente          | Convidado           | Convidado           | Convidado           | Convidado           | Convidado           | Convidado           | ASA                 |
| Humana              | Nanefua Pizza                   | Convidada           | Convidada           | Convidada           | Convidada           | Recorrente          | Recorrente          | Convidada           | ASA                 |
| Humana              | Vidalia                         | Recorrente          | Recorrente          | Recorrente          | Recorrente          | Recorrente          | Convidada           | Convidada           | ASA                 |

### Elenco Convidado
| Espécie / Gema     | Personagem                                      | Temporadas      | Temporadas      | Temporadas      | Temporadas      | Temporadas      | Filme           | Future          | Spin-off |
| Espécie / Gema     | Personagem                                      | 1               | 2               | 3               | 4               | 5               | Filme           | Future          | Spin-off |
| ------------------ | ----------------------------------------------- | --------------- | --------------- | --------------- | --------------- | --------------- | --------------- | --------------- | -------- |
| Humano             | Yellowtail Cauda Amarela                        | Convidado       | Convidado       | Convidado       | Convidado       | Convidado       | Convidado       | Convidado       | ASA      |
| Humano             | Jamie                                           | Convidado       | Convidado       | Does not appear | Convidado       | Convidado       | Convidado       | Convidado       | ASA      |
| Humano             | Bárbara Miller                                  | Convidada       | Convidada       | Does not appear | Convidada       | Convidada       | Convidada       | Convidada       | ASA      |
| Humano             | Drª. Priyanka Maheswaran                        | Convidada       | Convidada       | Convidada       | Convidada       | Convidada       | Does not appear | Convidada       | ASA      |
| Humano             | Doug Maheswaran                                 | Convidado       | Convidado       | Convidado       | Convidado       | Convidado       | Does not appear | Does not appear | ASA      |
| Nefrita            | Nefrite/Centipede Nefrita/Centipoda             | Convidada       | Does not appear | Convidada       | Does not appear | Convidada       | Convidada       | Convidada       | ASA      |
| Vivianite          | Celestial Beetle Besouro Celeste                | Convidada       | Does not appear | Does not appear | Does not appear | Convidada       | Convidada       | Convidada       | ASA      |
| Vivianite          | Ground Beetle Besouro Terrestre                 | Convidada       | Does not appear | Does not appear | Does not appear | Convidada       | Convidada       | Convidada       | ASA      |
| Bixbite            | Bixbite                                         | Convidada       | Does not appear | Does not appear | Does not appear | Convidada       | Convidada       | Convidada       | ASA      |
| Turmalina Melância | Watermelon Tourmaline Turmalina Melância        | Convidada       | Does not appear | Does not appear | Does not appear | Convidada       | Convidada       | Convidada       | ASA      |
| desconheçido       | Corrupted Bird Pássaro Gigante                  | Convidada       | Does not appear | Does not appear | Does not appear | Does not appear | Does not appear | Does not appear | ASA      |
| Topázio            | Lighthouse Monster (White Topaz) Topázio Branca | Convidada       | Does not appear | Does not appear | Does not appear | Does not appear | Does not appear | Does not appear | ASA      |
| Desconheçido       | Slinker                                         | Does not appear | Convidada       | Does not appear | Does not appear | Does not appear | Does not appear | Does not appear | ASA      |
| Pérola             | Yellow Pearl Pérola Amarela                     | Does not appear | Convidada       | Does not appear | Convidada       | Convidada       | Convidada       | Convidada       | ASA      |
| Pérola             | Blue Pearl Pérola Azul                          | Does not appear | Convidada       | Does not appear | Convidada       | Convidada       | Convidada       | Convidada       | ASA      |
| Pérola             | Pink Pearl Pérola Rosa                          | Does not appear | Does not appear | Does not appear | Does not appear | Convidada       | Does not appear | Convidada       | ASA      |
| Jasper             | Snow Monster Monstro da Neve                    | Does not appear | Does not appear | Convidada       | Does not appear | Does not appear | Does not appear | Does not appear | ASA      |
| Água-marinha       | Aquamarine                                      | Does not appear | Does not appear | Does not appear | Convidada       | Convidada       | Does not appear | Convidada       | ASA      |
| Desconhecido       | Tongue Monster Linguarudo                       | Does not appear | Does not appear | Does not appear | Convidada       | Does not appear | Does not appear | Does not appear | ASA      |
| Ágata              | Holly Blue Agate Ágata Azul Holly Ágata Azul    | Does not appear | Does not appear | Does not appear | Convidada       | Does not appear | Does not appear | Convidada       | ASA      |
| Humano             | Dante Barriga                                   | Does not appear | Does not appear | Does not appear | Convidado       | Convidado       | Does not appear | Does not appear | ASA      |
| Humano             | Martha Barriga                                  | Does not appear | Does not appear | Does not appear | Convidada       | Convidada       | Does not appear | Does not appear | ASA      |
| Zirconita          | Blue Zircon Zircônia Azul                       | Does not appear | Does not appear | Does not appear | Does not appear | Convidada       | Does not appear | Convidada       | ASA      |
| Zirconita          | Yellow Zircon Zircônia Amarela                  | Does not appear | Does not appear | Does not appear | Does not appear | Convidada       | Does not appear | Convidada       | ASA      |

### Fusões
| Espécie / Gema    | Personagem                               | Temporadas      | Temporadas      | Temporadas      | Temporadas      | Temporadas      | Filme           | Future          | Spin-off |
| Espécie / Gema    | Personagem                               | 1               | 2               | 3               | 4               | 5               | Filme           | Future          | Spin-off |
| ----------------- | ---------------------------------------- | --------------- | --------------- | --------------- | --------------- | --------------- | --------------- | --------------- | -------- |
| Opala             | Opal Opala                               | Convidada       | Convidada       | Does not appear | Does not appear | Does not appear | Convidada       | Convidada       | ASA      |
| Sugilite          | Sugilite                                 | Convidada       | Convidada       | Does not appear | Does not appear | Does not appear | Does not appear | Convidada       | ASA      |
| Alexandrita       | Alexandrite                              | Convidada       | Does not appear | Convidada       | Convidada       | Convidada       | Convidada       | Convidada       | ASA      |
| Diamante e Humano | Stevonnie                                | Convidada       | Convidada       | Convidada       | Convidada       | Convidada       | Does not appear | Convidada       | ASA      |
| Malaquita         | Malachite Malaquita Malaquite            | Convidada       | Convidada       | Convidada       | Does not appear | Does not appear | Does not appear | Does not appear | ASA      |
| Ónix              | Sardonyx                                 | Does not appear | Convidada       | Convidada       | Convidada       | Does not appear | Does not appear | Convidada       | ASA      |
| Quartzo Arco-Iris | Rainbow Quartz Quartzo Arco-Íris         | Does not appear | Convidada       | Does not appear | Does not appear | Does not appear | Does not appear | Does not appear | ASA      |
| Rubi              | Mega Ruby Mega Rubi                      | Does not appear | Convidada       | Does not appear | Does not appear | Does not appear | Does not appear | Does not appear | ASA      |
| Quartzo fumado    | Smoky Quartz Quartzo Fumê Quartzo Fumado | Does not appear | Does not appear | Convidada       | Convidada       | Convidada       | Does not appear | Convidada       | ASA      |
| Rubi              | Big Ruby Rubi Gigante                    | Does not appear | Does not appear | Convidada       | Does not appear | Does not appear | Does not appear | Does not appear | ASA      |
| Topázio           | Topaz Topázio                            | Does not appear | Does not appear | Does not appear | Convidada       | Convidada       | Does not appear | Convidada       | ASA      |
| Jade              | Lemon Jade Jade Limão                    | Does not appear | Does not appear | Does not appear | Does not appear | Convidada       | Does not appear | Convidada       | ASA      |
| Quartzo Arco-Iris | Rainbow Quartz 2.0 Quartzo Arco-Íris 2.0 | Does not appear | Does not appear | Does not appear | Does not appear | Convidado       | Does not appear | Convidado       | ASA      |
| Pedra do Sol      | Sunstone Pedra do Sol Pedra Solar        | Does not appear | Does not appear | Does not appear | Does not appear | Convidada       | Does not appear | Convidada       | ASA      |
| Obsidiana         | Obsidian Obsidiana                       | Does not appear | Does not appear | Does not appear | Does not appear | Convidada       | Does not appear | Does not appear | ASA      |
| Diamante e Humano | Steg                                     | Does not appear | Does not appear | Does not appear | Does not appear | Does not appear | Convidado       | Does not appear | ASA      |
| Azurita           | Bluebird Azurite Azurita Bluebird        | Does not appear | Does not appear | Does not appear | Does not appear | Does not appear | Does not appear | Convidada       | ASA      |

## Personagens Principais

### Garnet
A fisicamente imponente, guerreira, extremamente disciplinada, Garnet é a fusão de Rubi e Safira e é a praticamente atual líder (não oficial) das Crystal Gems (mas só por causa da ausência de Rose Quartz). Suas Gems são uma safira na mão direita e uma rubi na esquerda (mas como é uma fusão, a Rubi e a Safira viraram Garnet). Garnet é uma das últimas Gems sobreviventes na Terra que se juntou às Crystal Gems na rebelião contra Homeworld, e depois ajudou seus amigos a proteger a Terra até os próximos milênios. Depois que Rose Quartz desistiu de sua forma física para dar à luz ao seu filho (de acordo com a crew, ela criou um útero, depois juntou a sua gem com o DNA do Greg, e sua gem transformou-se no seu filho), Steven Universo, Garnet assumiu como o líder do grupo. Ativando suas gemas, convoca um par de grandes manoplas (que pelo visto parecem com a Manopla do Infinito) que podem ficar do tamanho que ela quiser, ela também tem super velocidade, força descomunal, habilidade de prever o futuro (mas fraca) e capacidade de criar eletricidade. Ela tem uma personalidade calma, serena, animada e amorosa. Ela é fisicamente o membro mais forte das Crystal Gems/Jóias de Cristal e é praticamente uma mentora para Steven, embora sendo uma Gem guerreira e diplomática, é capaz de demonstrar um imenso carinho por Steven. Ela sempre usa um par de óculos espelhados, e um terceiro olho localizado na testa. Mais tarde é revelado que Garnet é na verdade a fusão das Gems Rubi e Safira. Foi criada quando Rubi acidentalmente se fundiu com Safira, que viera para a Terra por questões diplomáticas, ao tentar protegê-la das Crystal Gems, essa fusão gerou desgosto em todo o Homeworld, pois Garnet era a primeira fusão de Gems diferentes, e a primeira perma-fusão (fusão de amor). E foi acolhida por Rose Quartz. O motivo de proteger a Terra, é que aqui ela é livre para ser quem ela éː uma fusão.
- Personalidade - Embora ela seja frequentemente a mais pragmática e direta das Crystal Gems, Garnet tende a agir de acordo com a intuição, em vez de analisar seriamente uma situação, como muitas vezes se vê ao longo da série. Como líder, Garnet é muitas vezes a pacificadora das Crystal Gems, especialmente quando Pearl e Amethyst começam a discutir. Ela exige o maior respeito das outras Crystal Gems e não hesita em repreender os membros da equipe caso eles se recusem a seguir uma ordem.

Equável e madura, Garnet é capaz de permanecer composta na maioria das situações - essa característica é derivada de safira. Isso é exibido no episódio "O Retorno", em que Ametista e Pérola ficaram sem palavras quando tentaram explicar a Steven por que ele estava proibido de lutar ao lado deles no aterrizamento da nave de guerra gem. Garnet foi a única Crystal Gem que foi capaz de efetivamente mostrar o seu ponto de vista e convencer Steven a se juntar à evacuação de Beach City. Ela foi capaz de permanecer forte e agir de forma prática, apesar da situação perigosa e incerta.
Garnet demonstra um espírito feroz e competitivo. Isso é melhor visto enquanto ela está jogando vôlei em "Beach Party", "Pique Steven" em "Keep Beach City Weird", jogos de arcade em "Arcade Mania" e tênis em "Letters To Lars". Garnet também tem uma tendência a agir em extremo, seja mantendo sua natureza reservada ou atacando com forte emoção. Ambas as personalidades vêm de suas duas gemas constituintes, a conservadora Sapphire e a apaixonada Ruby. Apesar disso, deve-se notar também que a Garnet pode ser vista com emoções neutras, mas é uma ocorrência rara.
Apesar de quase sempre equilibrada, Garnet ainda pode perdê-la. Quando Steven começou a envelhecer rapidamente em "So Many Birthdays", Garnet começou a sacudi-lo violentamente em seu desespero, acreditando que a violência poderia ser a resposta. Outro exemplo disso pode ser visto em "Fusion Cuisine" enquanto ela entra em pânico quando fala com a mãe de Connie pelo telefone, levando-a a afirmar que Steven e Connie morreram enquanto brincavam com espadas. Em "Steven's Dream", quando Greg foi capturado, ela está constantemente se desculpando com Steven sobre como ela deveria ter dito a ele sobre o que iria acontecer desde o começo. E em "Pool Hopping" em que Garnet acredita que suas visões do futuro não são mais úteis, e quando Steven pergunta a Garnet o que fazer com os gatos, ela diz que são muitas possibilidades, até mesmo só o futuro de um gato é confuso, depois ela diz que não sabe mais de nada, está ultimamente perdida, e por causa das escolhas que Steven fez que ela não esperava, o futuro dele foi tão improvável para ela, fazendo ela não saber aonde a linha do tempo está indo, mas depois ela percebe que suas visões do futuro estavam erradas, pois ele olha para os futuros que ela vê ele como uma criança, esperando pedir ajuda para ela.

### Ametista
Ametista é a mais despreocupada das Crystal Gems, ela é na dela e às vezes irresponsável. A sua Gem é uma ametista púrpura e hexagonal que está incorporada no seu peito. Ela tem a pele lilás e cabelos brancos que vão quase até os tornozelos. Quando ativa a sua pedra, convoca um chicote com pequenas pedras de ametista nas pontas que destroem coisas com facilidade, mas também é usado para manter inimigos presos enrolados ou agarrar e atirar coisas. Ametista é muito alegre, ela gosta de comer mesmo se as Gems não precisarem comer pois tem energia produzida por sua gem, se fundir instávelmente e mudar de forma é um gasto de energia, e quando a gem poofa, ganha energia novamente. Ela adora fazer asneiras com Steven e contar piadas. Enquanto as outras duas tendem a apoiar Steven nas palavras, Ametista, muitas vezes leva ação concreta que garante o envolvimento de Steven. Ametista não liga para si mesma. Foi criada no Jardim de Infância Prime. Ela foi criada inicialmente para ser um soldado Quartzo, assim como Jasper, porém ela ficou muito tempo adormecida e acabou ficando fora de sua forma inicial, saindo de seu buraco aproximadamente 500 anos depois de qualquer outra Gem do jardim de infância da Terra.

### Pérola
Uma perfeccionista, estrategista, precisa e intelectual, Pérola é a potência mental das Crystal Gems. Sua Gem é uma pérola que está incorporada em sua testa. Ativando sua pedra, convoca uma lança, que também pode ser um tridente com o "update" de Bismuto.Ela também projeta hologramas da sua pedra, uma habilidade particular. É a mais sincera das Crystal Gems. Ela se preocupa profundamente com a segurança de Steven, mas ao mesmo tempo é a companheira de aventuras de Steven. Ela se esforça para a estrutura e a lógica e fica facilmente perturbada quando as coisas não saem como planejado. Ela era a melhor "amiga" de Rose Quartz podendo dar sua vida por ela. Pérola faz parte de uma classe de Gems servas, feitas exclusivamente para servir Gems importantes. Ainda assim, Peridot acaba reconhecendo seus conhecimentos em engenharia mecânica. Uma curiosidade é que diferente das outras Gems, que são minérios na vida real, pérolas são feitas biologicamente por ostras. Pérola foi a primeira das Crystal Gems a se unir a Rose. Ela é a mais sentimental, por sentir muito a falta de Rose. O passado de Pérola é revelado em "A single pale Rose" quando é revelado que pérola era de Diamante Rosa e, que quando ela não podia falar de seu passado, é porque se tratava da última ordem dada de sua Diamante a ela.

## Co-Protagonistas

### Greg Universo
O pai de Steven, que formou um relacionamento com a mãe de Steven, a antiga líder das Crystal Gems/Joias de Cristal chamada Rose Quartz/Rosa Quartzo. Anteriormente tinha uma banda de rock de um homem só com uma carreira musical de curta duração, mas agora, Greg vive atualmente em sua van e é dono de um lava-jato em Beach City. Sempre por perto, ele está ativamente envolvido na vida de Steven. Ele é geralmente visto vestindo uma regata, apesar de ter queimaduras solares no formato de uma camisa de gola alta, e nos pés, queimaduras de chinelos. É mostrado que Greg entende um pouco sobre as Crystal Gems/Joias de Cristal como revelado no episódio O Retorno/O Regresso onde ele mostra saber sobre as Gem/Jóias, sobre a guerra das Gems/Joias e sobre fusões. Curiosamente seu nome Gregório/Gregory só foi dito uma vez por Ametista no episódio A Mensagem. Ele conheceu Rose/Rosa quando ela foi a única a aparecer em seu espetáculo em Beach City, como mostrado em História para o Steven/Uma História para o Steven. Assim, ele desistiu de tudo para ficar com ela, causando certo ciúme em Pérola. Em Temos que Conversar/Precisamos de Falar, é mostrada sua descoberta sobre fusão, num flashback, e ele tenta se fundir com Rose, mas falhando.

### Connie Maheswaran
Ela é a melhor amiga de Steven e um membro das Crystal Gems. Ela gosta de ler livros e é muito inteligente, introvertida e solitária. A princípio foi apresentada como uma garota triste e sem amigos que se ia mudar para fora de Beach City. Depois de conhecer Steven, eles tornam-se melhores "amigos". Tem uma personalidade calma e sincera, sendo uma menina muito direta quando se expressa. Ela admira as aventuras de Steven com as Gems/Jóias, porém lamenta por não poder partilhar o mesmo até no episódio Juramento á Espada/Jura Perante a Espada, onde começa a treinar esgrima com Pérola para ajudar as Gems/Jóias em missões. No episódio Pesadelo Hospitalar/Hospital Pesadelo ela ganha de Steven a espada que era de sua mãe mostrando manusear bem ela. Connie já fez acidentalmente uma fusão com Steven chamada "Stevonnie" (apelido dado em tom de brincadeirinha por Ametista), algo que faz Pérola se mostrar bastante preocupada com o fato, e ao mesmo tempo, Garnet abrir um enorme sorriso de orgulho por Steven ter feito tal fusão, após várias tentativas frustradas em Juntos e Sozinhos/Stevonnie. É revelado no episódio Aniversário do Steven que ela tem 12 anos e 3/4, sendo dois anos mais nova que Steven, que faz 14 anos nesse mesmo episódio. Seus sentimentos se correspondem com os de Steven, no entanto, ambos têm dificuldade para expressar os seus sentimentos um pelo outro. Seus pais são muito rigorosos e muito apreensivos quanto a Steven e as histórias das Gems, principalmente sua mãe, crendo que sua filha está em perigo, até que em Pesadelo Hospitalar/Hospital Pesadelo Connie mostra à sua mãe que consegue se virar. Como mostrado em Aniversário do Steven ela não se importa que idade Steven aparenta ter.

### Leão
É o animal de estimação de Steven que reside com ele no templo das Crystal Gems. Misterioso e protetor, conheceu Steven numa de suas aventuras o ajudando a destruir um monstro que atormentava um deserto. No decorrer da história, ele revela-se possuindo poderes ocultos (para Steven, pois Leão nunca o mostra). Entre seus poderes estão: criar um portal ao rugir, andar sobre a água e emitir ondas de energia eus rugidos, além de ser o leão de estimação da Rose, por causa disso Rose guardava sua espada nele. Steven também guarda coisas dentro de sua juba mágica. No decorrer da série, Leão mostra ter muito amor por Steven e inclusive na segunda temporada começa a obedecê-lo. Steven descobre a dimensão mágica de sua juba no episódio Leão 3: Direto pro Vídeo/Leão 3: Vídeo Caseiro. É lá que ele encontra a espada de sua mãe e a fita que a mesma gravou para ele, além de outros objetos, como um baú misterioso, uma foto de Rose e Greg, uma camisa "Sr. Universo", e uma Bismuto embolhada (que não teve muito a atenção do Steven no momento). Curiosamente, Peridot e Connie são as únicas que ele deixa entrar em sua juba. No episódio O Livro do Buddy/O Livro do Amigo, é visto um leão que alguns fãs especulam ser ele. Agora ele divide com Lars a dimensão da sua juba.

### Lars
Um balconista adolescente da loja "Big Donut" (Big Rosquinhas). Ele sempre zomba de Steven, apesar de demonstrar querer a sua amizade. É arrogante, grosso e admira ser descolado tal como o trio Jenny, Creme Azedo e Buck Dewey. Trabalha ao lado de Sadie, algumas vezes faz pouco com a cara dela e a irrita, porém já se readmitiu com ela após algumas brigas. Ele possui as orelhas esticadas com lóbulos. Ele acaba indo para Homeworld com Steven após os acontecimentos em Eu Sou A Minha Mãe. Em Presos Juntos ele admite a Steven que é um covarde e não consegue fazer as coisa que ele faz deixando de lado sua arrogância E passando a aceitar Steven como um amigo. Foi junto com Steven para o Julgamento das Diamantes mas ele e Steven conseguem fugir da corte. Eles acabam sendo acolhidos pelas "Descoloridas", um grupo de Gems defeituosas que não serviam para Homeworld. Eles são seguidos por robonóides assassinos e Lars Acaba morrendo em um ato de coragem ao proteger Steven e as Gems. Steven cura ele e ele se transforma em um tipo de criatura mágica como Leão se tornado rosa e tendo uma dimensão em seu cabelo. Atualmente se encontra com as "Descoloridas" em Homeworld.

### Sadie
Uma funcionária do Big Rosquinha", que também trabalha como balconista ao lado de Lars. Ela tende a ser o contrário de Lars, geralmente é amigável, sensível e gentil com Steven e não tolera as brincadeiras maldosas de Lars. No decorrer da história ela demonstra um amor platônico por Lars e, embora nunca tenha conseguido chamar sua atenção para um namoro, já o beijou. Muitas vezes ela se irrita e briga com seu colega, mas no fundo não o odeia. Ela canta bem e é encorajada por Steven a participar de um concurso, como visto em A Canção da Sadie e no mesmo episódio foi mostrado ela brigando com Steven.
Quando Lars é levado para o espaço seu trabalho no Big Rosquinha vira ao dobro,porém logo ela se demite e se junta aos descolados,virando Sadie Killer e fazendo muitos shows por ai,mas não esquecendo o Lars,(Não no inicio).

### Peridot
Uma Gem de Homeworld/Planeta Natal, ranzinza, desde que descobriu seus poderes ela se tornou mais otimista, ex antagonista e atual Crystal Gem, é extremamente inteligente. Sua pedra é um peridoto triangular com facetas da mesma forma localizado na testa. Como uma Gem do tipo Peridot era 2, ela usava membros artificiais para parecer mais alta, se defender com os poderes que ela deveria ter e usar como um celular e a sua missão era checar a Drusa, uma fusão não-ortodoxa se formando no centro da Terra. Sua primeira aparição foi em Transportadores, aonde ela repara o Transportador Mestre com seus Robonoides. Ela finalmente descobre sobre as Crystal Gems em Ataque de Mármore, quando estas seguem um dos Plug Robonoides de frasco que ela mandava para a Terra a fim de reativar o Jardim de Infância. Em O Retorno, ela volta à Terra com Jasper como sua escolta e Lápis como sua informante. Em Libertador, ela escapa em uma cápsula, ao perceber que sua nave estava caindo. Ela tenta contactar Diamante Amarelo várias vezes enquanto tenta se distanciar das Crystal Gems também, que descobrem um dos experimentos de fusão que ela checava em Ficando Juntas. Em Pegar e Largar, Peridot finalmente é capturada pelas Crystal Gems, Garnet destrói sua forma física, Ametista joga seus membros artificiais no mar e Garnet prende-a numa bolha, mas mais tarde é liberta por Steven, que queria saber sobre a Drusa. Steven lhe dá um gravador para substituir e sua tela e ela cria uma aliança momentânea com as Crystal Gems em De Volta ao Celeiro para pararem a Drusa juntos. Em Poderia Ter Sido Ótimo, ela rouba um comunicador da base das Gems na Base Lunar para falar com a Diamante Amarelo. Em Mensagem Recebida, ela finalmente se torna uma Crystal Gem depois de implorar à Diamante Amarelo que a Terra deveria ser protegida, que a Drusa deveria ser desativada e chamá-la de "Tonta" na versão brasileira e "Sonsa" na portuguesa e após isso as Crystal Gems a aceitam no grupo. Na hierarquia Gem, Peridots são Gems Jardineiras, cuidando dos jardins de infância, sendo de nível maior que as Pérolas, mas ainda de nível baixo para possuir uma. Peridot tenta fundir-se com a Garnet em Diário de Bordo 7 15 2 mas não consegue. Peridot parece odiar as Crystal Gems mas no fundo ela gosta delas como mostrado em De volta Ao Celeiro, Longe Demais e Diário de Bordo 7 15 2. No episódio Baixos Demais Para Brincar, é revelado que ela tem poderes de metalocinese (o poder de manipular o magnetismo com a mente) e pode usar ele para mover objetos metálicos. Nesse mesmo episódio ela conta que não é uma peridot comum, mas sim uma "Peridot Era-2", pois Homeworld está ficando sem recursos, o que impede a Peridot de ter poderes dos quais como das Crystal Gems. Peridot aparece em novamente em Beta levando Steven e Ametista ao Jardim de Infância Beta. Em  A Menina do Jardim de Infância  é revelado que Peridot aprendeu a habilidade de embolhar Gems, só que diferente das outras Crystal Gems, sua bolha é transportada para o celeiro ao invés de ir para o templo pelo fato dela morar no mesmo.

### Lápis Lazúli
Uma antiga Gem de Homeworld e atual Crystal Gem que tem uma lápis-lazúli em formato de gota em suas costas e possui uma extremamente poderosa hidrocinese (o poder de manipular a água com a mente) que funciona como sua arma, além de sua pedra poder projetar asas feitas de água. Ela foi aprisionada em um espelho durante milhares de anos até ser libertada por Steven em "Mirror Gem". Ela acreditava que foram as Crystal Gems que aprisionaram ela e por causa disso as atacou sem piedade e fugiu para o fundo do oceano. Ela retorna em "Oceam Gem" onde usa a água do oceano para fazer uma torre alta o suficiente para chegar a Homeworld. Steven a cura, já que sua pedra estava rachada. Depois, Lápis ativa suas asas e volta para Homeworld. No episódio "The Message" ela envia uma mensagem para as Crystal Gems avisando que Peridot estava vindo para a Terra. Em "The Return" ela é levada até a Terra como prisioneira de Peridot e Jasper sendo forçada a dizer onde era o Templo. Em "Jail Break" ela se funde com Jasper e forma Malachite, mas trai Jasper e a aprisiona no fundo do oceano para não machucar Steven. Em "Chille Tid" é mostrado que ela está lutando para ficar no controle da fusão e manter Jasper prisioneira. Quando Lápis perde o controle de Malachite, Jasper toma o controle e confronta Alexandrite na Ilha da Máscara. Quando Malachite é derrotada por uma flecha de energia, Jasper e Lápis caem inconscientes. A Drusa, perto de emergir, causa grandes terremotos e acaba abrindo uma fenda onde Lápis e Jasper escorregam nela, Lápis é segurada por Ametista, mas Jasper logo cai. Lápis é levada ao celeiro no colo de Garnet, e fica inconsciente durante algumas horas. Ao acordar, Lápis usa suas asas de água e se despede de Steven, alegando ter que voltar para Homeworld. Amanhece e Lápis acaba voltando. Steven decide a levar para conhecer lugares na Terra onde ela provavelmente vá gostar. Lápis chega à Galáxia Warp e conta sua história para Steven, ela volta e decide ficar no celeiro, onde trava uma discussão com Peridot para saber quem irá morar nele. Em "Alone At Sea" de alguma forma, Jasper foi parar no oceano e encontrou o barco onde estava Steven, Lápis e Greg. Ela sobe no barco e surpreende Steven e Lápis, fazendo Steven invocar seu escudo para proteger Lápis. Reconhecendo que ele tem o poder de Rose, ela o derruba com um golpe, mesmo ele estando com o escudo. Em seguida, ela segura a mão de Lápis e pede para elas se fundirem novamente, pois tinha mudado sua opinião sobre a fusão. Lápis se recusa, e Jasper acha que é culpa de Steven, por influenciar a decisão de Lápis, então ela corre em sua direção. Para proteger seu amigo, Lápis cria um punho de água e soca Jasper para o ar, tornando seu estado desconhecido novamente. Ela faz uma aparição secundária no episódio "Beta", adotando uma personalidade emo e descontraída. Embora ela ainda seja severa a uma extensão, ela ajudou a renovar o celeiro e tornar-se de estar confortável com Peridot, e criando peças de arte que eles chamam de "meepmorps", dela sendo um taco de beisebol a partir de quando ela jogou basebol com as Crystal Gems, uma folha que o Steven deu para ela, e uma TV em um carrinho com dois espelhos saindo dela. Em "Back to the Moon", Lápis ajuda as outras após aprisionar as 5 rubis de "Hit The Diamond", enquanto Steven lhes perguntas um por um. Ela e Peridot ficam para trás na Terra, enquanto os outros viajam para a base lunar. Em "That Will Be All" é dito que as Lápis Lazúli são responsáveis pela terraformação de um planeta. Na quinta temporada, Lápis vai para o espaço com medo das Diamantes, mas volta e fica morando na Lua secretamente. Steven descobre e vai falar com ela, mas depois de um sonho do garoto, Lápis vai embora de vez. Em "Reunited", Lápis volta para Terra, ajudando as Crystal Gems na luta contra as Diamantes, e durante a batalha, ganha ênfase durante o uso do poder de tristeza da Diamante Azul, quando a mesma dizː "Eu já passei por coisas piores". Logo após, ela se torna uma Crystal Gem. É poofada pela Diamante Amarelo, quando ela afronta e tenta lutar contra a autoridade.
Lápis Lazúli é alegre, companheira e prestativa, podendo até sacrificar seu próprio bem-estar por alguém que ela goste muito, mas no começo era muito rancorosa, difícil e muito desconfiada. Ela gosta de fazer brincadeiras, como visto quando ela se comunicava com Steven pelo espelho. Porém, ela não mostra sua real personalidade para todos, apenas para pessoas que ela confie muito, como Steven. Lápis se mostrou um tanto rancorosa, como no caso de Peridot, onde ela não conseguia perdoar Peridot por trazê-la para a Terra, embora Peridot demonstrar que havia mudado. Lápis mostra ter um lado um pouco sério e desanimado, como visto no jogo de baseball, onde ela participa do jogo, mas sem esboçar nenhuma reação e nem ao menos interesse. Também parece gostar de moda, já que em "Kindergarten Kid" ela estava lendo uma lista de cabelos bonitos.
Em "Room for Ruby", Lápis demonstra sua incapacidade de confiar facilmente em outros, uma vez que dificilmente acreditou no comportamento passivo e alegre de Navy quanto às Crystal Gems (que a haviam enganado várias vezes) e à vida na Terra (ao que ela levou muito tempo para habituar-se). A felicidade da recém-chegada era aparentemente injustificável para ela, ao ponto de fazê-la demonstrar parte de um rancor semelhante que nutriu por Peridot. Apesar disso, Lapis terminou a ocasião de forma exultante por estar certa em suspeitar da Rubi.
Lápis tem uma pele azul clara, um cabelo azul escuro e uma pedra de lápis-lazúli encravada nas suas costas, na forma de gota de água. Tem um nariz fino e um pouco pontudo, sendo que seus olhos são azul escuro. Veste um traje de tom azulado, que consiste num colete com um triângulo estampado e uma saia com um triângulo invertido estampado em tom mais escuro formando uma espécie de diamante. Não calça nenhum chinelo ou sapato. Após ser libertada do espelho ela apresentava olhos reflexivos, sem pupilas e não possuía suas asas.
A arma de Lápis Lazúli é a hidrocinese. Com ela, Lápis é capaz de manipular a água da maneira que quiser, sendo pouca ou até muita água sem esforço, como ela conseguiu transformar todo o oceano em uma torre. Ela pode fazer "construções" de água, criando mãos gigantes, correntes, entre outras. Ela pode projetar lembranças na água, como visto em "O Mesmo Mundo".
Lápis pode criar duas asas de água através de sua pedra. Suas asas são poderosas, sendo capaz de atravessar o espaço, quando Lápis saiu da Terra para o Planeta Natal.
Lápis pode criar clones feitos de água, com uma força igual ou até maior do corpo original. Os clones são capazes de dissolver-se, modificar seu corpo e se multiplicarem. No caso dos clones das Crystal Gems, estes podem invocar armas feitas de gelo, com a mesma força das armas originais.

### Rubi e Safira
Duas Crystal Gems. Uma vez fundidas, formam Garnet, sendo Safira a parte bondosa, quieta e serena e Rubi a parte forte, corajosa e autoritária de Garnet. Safira possui uma safira azul com faceta triangular em sua mão direita e possui os poderes de visão do futuro de Garnet e também super velocidade, sua arma ainda é desconhecida. Posse apenas um olho, pode flutuar, e congela as coisas a sua volta quando está triste/irritada, como mostrado no episódio Motel Keystone/Motel de Keystone  e A Resposta. Já Rubi possui um rubi vermelho com faceta quadrática em sua mão esquerda, se irrita facilmente e sua arma é uma pequena luva de boxe vermelha escura. Quando fica muito irritada ou muito feliz com algo, ela esquenta muito, sendo capaz de queimar coisas e evaporar água, também mostrado em Motel Keystone/Motel de Keystone e A Resposta. Safira era um membro aristocrata da corte de Diamante Azul pelos seus poderes, e foi escoltada por Rubi e mais outras duas Rubis. Rubi se fundiu com Safira acidentalmente ao tentar protegê-la, e foi salva por esta última de ser despedaçada. Suas últimas aparições foram no episódio Três Gems e um Bebê/Três Jóias e um Bebé. No episódio Reunidos elas se casam.

### Rose Quartz - Mãe Do Steven
A ex-líder das Crystal Gems e mãe de Steven e líder da Rebelião. Desistiu de sua forma física para dar à luz Steven. Segundo as Gems ela tendia ser a mais poderosa, carinhosa e pura da equipe, via beleza em tudo, possuía lágrimas curativas e um quarto criado com base na sua imaginação. Rose Quartz tem um jóia/gem quartzo rosa em seu umbigo e a sua arma era um escudo e uma espada foi forjada pela sua amiga Bismuto que fazia parte da rebelião, então a espada não pertencia à pedra, que agora pertencem a Steven. Rose Quartz liderou as Crystal Gems na guerra pela Terra. Sempre vista em uma pintura na casa de Steven e sempre mencionada por uma das Cristal Gems (geralmente a Pérola). Teve sua primeira aparição em um vídeo do episódio Leão 3: Direto pro Vídeo/Leão 3: Vídeo Caseiro aparecendo de novo em Uma História para Steven/Uma História para o Steven em que é explicado de forma mais explícita como Greg a conheceu e Temos que Conversar/Precisamos de Falar, onde Greg descobre sobre as fusões e tenta se fundir com ela, ambos em flashback. Ela liderou a rebelião contra Homeworld, obtendo vitória. Rose Quartz em sua missão de proteger a terra destrói a Diamante responsável por este setor, sendo ela a Diamante Rosa. Isto é Revelado no Episódio Bismuto, onde uma Gem original escondida dentro do Leão é solta sem querer por Steven, que esbarra sem querer e a libera de sua bolha de proteção. Por dois episódios Bismuto anda com as Gems e com Stven, revelando em certo momento que havia criado uma arma que destruiria qualquer Gem, inclusive as Diamantes. Foi revelado em Única Rosa Pálida que Rose Quartz era apenas um disfarce da Diamante Rosa, a qual forjou a própria morte pensando que assim poderia acabar com a rebelião.

### Bismuto
É uma Crystal Gem que fez sua primeira aparição no episódio do mesmo nome. Ela teve sua forma física destruída por Rose Quartz, e colocada em uma bolha na Dimensão do Leão, após ela e Rose entrarem em conflito de interesses. 5.300 anos depois, ela foi libertada pelo filho de Rose, Steven. Mais tarde ao ver o que a Bismuto pretendia, Steven destruiu a forma física dela e à coloca na sala de bolhas. No episódio: Reunidos ela é libertada por Steven para comparecer ao casamento de Rubi e Safira, e para acabar com a briga entre eles, após todos se resolverem, Bismuto retorna para o grupo permanentemente. Em "Legs From Here to Homeworld", Bismuto fica na terra para cuidar de Peridot e Lápis, que foram poofadas pela Diamante Amarela

## Secundários

### Cebola
Um garoto gordinho amigo de Steven, nunca fala e tem uma cabeça em forma de cebola. Mora nos arredores de Beach City desfrutando de passatempos enquanto seu pai está de viagem em alto mar. É um dos personagens mais misteriosos e agressivos. É meio-irmão de Creme Azedo e filho de Capa Amarela e Vidalia. Em Amigo Cebola/Amigo Onion, é revelado que ele é realmente humano, tem uma cobra e um rato de estimação e adora Steven, além de possuir uma passagem secreta em seu quarto e um baú cheio de bonecos. Ele tem uma personalidade tão sombria, que faz Steven sentir medo do mesmo.

### Jenny
Ela gosta de sair com seus amigos Creme Azedo e Buck Dewey no carro de entregas da Pizzaria de sua família para se divertir. Seu design de personagem é paralelo ao de Ametista. É muito rebelde e não liga para nada.

### Creme Azedo
Ele tem uma personalidade muito calma e honesta. Normalmente visto com Jenny e Buck Dewey. Meio irmão de Cebola. Seu design de personagem é paralelo ao de Pérola. Filho de Vidalia e Marty, ex-empresário de Greg Universo.

### Buck Dewey
Ele tem uma personalidade descontraída e não gosta de "coisas desagradáveis." Buck é o filho do ex-prefeito de Beach City. Gosta de sair com Jenny e Creme Azedo. Seu design de personagem é paralelo ao de Garnet. Ele tem certo receio por seu pai nunca tê-lo tratado inteiramente como um filho, sendo distante.

### Prefeito Dewey
O prefeito de Beach City. Sempre tentando se reeleger, Steven às vezes o ajuda, fazendo a população apoiá-lo. É pai de Buck Dewey. Tem uma "queda" por Pérola, chamando-a de "a bonitinha" ao ir à casa de Steven pedindo ajuda para trazer a energia de volta para Beach City e sentando-se ao lado de Pérola na peça de teatro de Jamie e Steven, ao passo que Pérola muda de lugar. Ele tem um comportamento político e sempre age de forma política.

### Ronaldo Fryman
Filho mais velho de Fryman. Ele dirige um blog chamado "O Mundo Estranho de Beach City". O blog fala sobre coisas estranhas em Beach City, quase todas resultadas pelas Crystal Gems, como buracos em rocha sólida (foi feito pelos parasitas da praia), fragmentos de rocha vermelha (que são pedaços feitos pela causa da destruição do olho vermelho) e as flores do limo da Rose. Sua teoria sobre a "Grande Autoridade Diamante" foi comprovada real após Peridot mencionar as Diamonds como as governantes de Homeworld em Poderia Ter Sido Ótimo/Podia Ter Sido Ótimo, sendo elas Diamante Amarelo, Diamante Azul, a recém quebrada  Diamante Rosa, e a última e desconhecida Diamante Branco.

## Gems do Planeta Natal

### Jasper
Uma Gem introduzida em O Retorno, que veio com Peridot e Lápis Lazuli e possui um Jaspe laranja em seu nariz. Ela guarda rancor e ódio de Rose Quartz por ela ter despedaçado sua diamante  (diamante rosa, comprovado no episódio Beta) apesar de respeitar e reconhecer suas táticas de batalha e sua liderança. Ativando sua pedra ela convoca um capacete laranja com um visor. Também demonstrou a capacidade de revestir seu corpo em uma aura de energia e se transformar em uma bola de ataque, assim como Ametista. Jasper, apesar de parecer muito forte e hostil, é insegura, obcecada por poder e por ser a mais forte. No fim de Libertador/Fuga da Prisão, em um ato hipócrita, ela se funde com Lápis para formar a monstruosa Malaquita, como vingança contra as Crystal Gems/Jóias de Cristal, mas Lápis a captura, e a prende no fundo do oceano. Ela é um soldado artificial criado por Homeworld assim como Ametista (que ficou muito tempo no chão e por isso não tem mesma forma e porte físico de Jasper), ambas um tipo de quartzo. Jasper retorna ao episódio Super Ilha Melancia/A Ilha dos Super Melancias depois de ser desfundida. No mesmo episódio, Jasper é desfundida de Lápis após uma batalha entre Alexandrite e Malaquita, porém após um terremoto, enquanto estava desmaiada, Jasper cai em uma fenda bem antes de Pérola tentar salva-la. Ela volta ao episódio Sozinhos no Mar/Sozinha no Mar onde se ajoelha e pede a Lápis para formarem Malaquita novamente, pois tinha mudado o seu jeito de pensar sobre fusões. Jasper retorna em Caçando Gems/Caça às Jóias tentando caçar duas Gems Corrompidas no Grande Norte, e em Bate o Chicote/Pulso Firme ela luta com Steven e Connie, onde acaba por destruir a forma física de Ametista e logo depois acaba sendo derrotada por Stevonnie e volta ao oceano. Em Beta, Peridot afirma que, Jasper é incubada ao Jardim de Infância Beta. Ao emergir, Jasper saiu com o seu capacete onde destruiu mais de 80 Crystal Gems antes do porto-sol. Em Terráqueas/Terráqueos, Ametista, Peridot e Steven encontram Jasper e seu exército de gems corrompidas no Jardim de Infância Beta. Ametista, novamente, enfrenta Jasper, mas, assim como da outra vez, não foi capaz de vencer, após isso, Jasper diz que nasceu corretamente, e Ametista errada, Steven a convence de que ela não é igual Jasper, e sim igual a ele. Steven e Ametista se unem, formando Quatzo Fumê. Fundidos, iniciam a batalha contra Jasper, usando o Ioiô da Quatzo Fumê. Quase derrotada, Jasper vai em direção da única gem corrompida que não havia fugido, fundindo-se com ela. A fusão entre Jasper e a gem corrompida foi vencida, e a gem corrompida fugiu. Jasper perto de reconhecer sua derrota, alega que ninguém com que ela se funde quer continuar, a partir disso, o processo de corrupção de Jasper inicia-se, vendo aquilo, Quatzo Fumê se desfunde. Steven ao tentar ajudar Jasper, é atingido por um golpe que causa um rasgo em sua camisa, mas não o fere. Um pouco antes de ser totalmente corrompida, Jasper revela que ela, e Rose Quartz, eram da corte da Diamante Rosa, terminando a fala, se corrompe totalmente. Perto de atacar Steven e Ametista, Peridot atira um pedaço de ferro pontiagudo que atravessa o corpo de Jasper, recuando-a para a pedra, Ametista a embolha e manda para a Sala de Bolhas.

### Diamante Amarelo
É mencionada por Jasper em O Retorno/O Regresso e por Peridot em Peça Ajuda/Pedido de Ajuda, Pegar e Largar/Apanhar e Soltar e Poderia ser Ótimo/Podia Ter Sido Ótimo e conhecida no episódio Mensagem Recebida. Ela é a autoridade em Homeworld, pela forma como Jasper e Peridot falam dela. Em Poderia Ter Sido Ótimo/Podia Ter Sido Ótimo isso é comprovado, assim como a Grande Autoridade Diamante. Em Mensagem Recebida ela faz sua primeira aparição oficial na série, quando Peridot contacta-a pelo comunicador da base lunar. Ela é bem grande, tem um cabelo amarelo pontudo para frente, um pescoço longo, ombros largos e usa luvas amarelas, uma espécie de casaco e botas amarelo-oliva. É extremamente rude, fria e indiferente, mostrando não se importar nem um pouco com a Terra, desejando que esta seja destruída, bem como suas formas de vida orgânicas. Sua pedra é um diamante amarelo facetado e em forma de losango. Ela possui uma Pérola Amarela como servente, que funciona como sua recepcionista e tem temperamento ruim e mostra satisfação ao ver a desfortuna de outros. No episódio Isso É Tudo/Por Agora É Só, ela canta uma música chamada "Pra que Sentimento Azul" junto com Pérola Azul e Pérola Amarela para animar a Diamante Azul. Foi revelado por Peridot em Tacada Certeira/Acerta o Diamante que a Diamante Amarelo tem o controle militar supremo em Homeworld ela mostrou ser bem poderosa e brava 
Ela tem habilidades eletrocineticas 
Puufando a gems além de ser resistente e rápida e forte ela vai para a terra e cura as gems corrompidas e volta para o Planeta natal e rosa fica na Terra em change your mind

### Diamante Azul
Ela é uma Líder Gem, igual a Diamante Amarelo, que juntas fazem parte da Autoridade Diamante e lideram Homeworld (Planeta Natal) que é o lar de todas as Gems. Sua primeira aparição foi no episódio A Resposta, em que ela veio até a Terra com um grupo de Gems diplomatas, inclusive Safira, que era um membro aristocrático de sua corte. Apareceu novamente em Poderia Ter Sido ótimo e De volta à Lua apenas em uma representação no mural da Base Lunar. Muitos acham que ela é severa e fria após ela ter mandado Rubi para a morte, depois dessa ter se fundir acidentalmente com Safira. Mas em O Sonho do Steven e Isso É Tudo/Por Agora É Só ela se mostrou ser uma Gem comum e um tanto sentimental em relação a morte de sua "filha" Diamante Rosa. Assim como todas as outras Diamantes, ela também possui uma Pérola Azul que serve como sua dama de companhia. É confirmada por Peridot em Poderia ter sido ótimo/Podia ter sido ótimo que ela é uma matriarca gem do planeta natal.Ela mostrou ser triste e poderesa tendo habilidades de aura de tristeza projeção de energia força e resistência no final ela é amarelo vão para a terra e curam todas as gems corrompidas e volta para o Planeta natal em change your mind

### Diamante Rosa
Uma antiga líder Gem, como confirmado. Foi primeiro mencionada por Jasper, antes der ser corrompida, que conta a Steven que está de volta à Terra para obter vingança ao que Rose Quartz fez à sua colônia, seu planeta e sua Diamante: Diamante Rosa (mencionando que era, também, a Diamante de Rose Quartz). No episódio seguinte, onde as Crystal Gems e as Rubis voltam à base lunar, é finalmente mostrado sua imagem no mural, e também é revelada sua história. A Terra era sua colônia, assim como a base lunar. Tudo ia bem até que uma de seus membros quartzos, no caso, Rose Quartz, iniciou uma rebelião e a levou longe demais. Rubi (Eyeball, como Steven mesmo a apelidou) conta que viu a tragédia que aconteceu com ela: Rose Quartz despedaçou Diamante Rosa. Com isso, até o momento temos a clara informação que Diamante Rosa está morta. Mas como Garnet fala, Rose não fazia nada para si mesma, mas sim para o melhor da terra e suas amigas. Porém em O Julgamento, é dito por Zircon que Diamante Rosa não foi despedaçada pela Rose, se não por outra Diamante.Foi revelado no episódio A Single Pale Rose que ela forjou sua morte e que Rose Quartz era só um disfarce para salvar a Terra. Foi descoberto em Agora Estamos Desmoronando que quem deu a ideia de Rosa se disfarçar de Rose foi ideia da Pérola. Também é revelado que pérola foi dada a Diamante Rosa milhões de anos antes de ela ter sua própria colônia.

### Rubis
No episódio A Resposta são reveladas outras duas rubis na história de Garnet. Rubi 2, Rubi 3 e a Rubi principal foram escoltadas para proteger Safira. A pedra de uma Rubi fica no ombro e a da outra Rubi nas costas de sua mão direita. Um grupo de mais cinco Rubis (Doc, Eyeball, Army, Navy e Leggy) que aparecem em Tacada Certeira/Acerta o Diamante mandadas pela Diamante Amarelo para resgatarem a Jasper, por acharem que estão no local para destruírem a forma física da Peridot, Steven, Ametista, Pérola, Lapis e Safira. ás enganam com um jogo de baseball, dizendo que se elas ganharem poderão entrar ao celeiro, fingindo ser humanos, e ainda com vitória, mais após descobrirem que o grupo dos humanos são uma farsa, as cinco se fundem, mais Steven as enganam dizendo que a Jasper está no planeta Netuno, acreditando nisso, as cinco se embarcam para o local. Após procurarem todo o lugar territorial, elas descobrem que foram enganadas novamente, voltando para a Terra ao episódio De Volta á Lua voltando de sua busca por Jasper em Netuno, embora estejam aprisionadas por Lápis em bolhas de água. Garnet diz que precisam interroga-las e perguntarem as rubis, o porque voltaram. Steven escolhe Leggy porém, a mesma não sabe o porque elas voltaram, Army ia atacar Steven, mas Garnet a pega, Navy ia responder para as Crystal Gems por que elas voltaram, mas fica nervosa e se vai até Leggy, Eyeball se recusa a responder. Doc pergunta aonde está Jasper, ela menciona que elas foram enganadas para jogar um jogo estupido, depois que foram a Netuno, e nos outros planetas do sistema solar. Depois de falar que não que não querem jogos ou truques, Ametista aparece transformada em Jasper. As rubis falam que iriam levar Ametista de volta a Homeworld, mas ela diz que ficara na Terra, para manter as Crystal Gems como prisioneiros, para as Diamantes, Doc diz que Diamante Amarelo irá querer saber o motivo de Jasper não voltar, e terão que fazer um registro na base Diamante mais próxima (sendo ela a Base Lunar), e Eyeball diz que estava lá, que viu com o próprio olho, que assistiu a líder das Crystal Gems, Rose Quartz, quebrar Diamante Rosa, Steven diz que Rose Quartz nunca faria isso, diz que ela teve que lutar, mas diz que ela nunca quebraria alguém, as Rubis e Ametista olham para Steven, depois Doc as chama, dizendo que tem um problema, e Doc diz que o painel está quebrado e o Comunicador Diamante sumiu, que não tem como contatar Diamante Amarelo deste jeito. Depois, as Rubis ficam com raiva, Eyeball diz que as Crystal Gems não cedem por nada, em quanto isso, Ametista volta a forma normal, rapidamente, volta a forma de Jasper, Doc diz que terá que levar Ametista a Homeworld para fazer o relatório pessoalmente, mas Ametista diz que não poderá ir, Ametista fala com Eyeball dizendo que a mesma terá que fazer o relatório para ela, e diz que está confiando nela, a mesma diz que sim, Doc diz para as Rubis voltarem a nave, Ametista volta a forma normal, e as Crystal Gems a diz que foi um ótimo trabalho conseguindo manter a forma, mas antes, Doc abre a porta, e pergunta se queriam carona de volta a Terra, e ela e as rubis ficam bravas ao verem que foram enganadas de novo, e se fundem, a fusão diz que não deixara ser enganada de novo, Steven diz que se Rubi quiser lutar, que lute lá fora, abrindo a porta da Base Lunar, enquanto a fusão Rubi afirma que Steven não pode se livrar delas tão fácil, Pérola e Garnet formam Sardonyx, Steven diz que talvez ela possa, Sardonyx usa seu Martelo e desfunde a Rubi. Antes de Eyeball ser jogada ao espaço, ela puxa Steven, que é jogado ao espaço junto com as Rubis, o episódio termina com Ametista gritando "Steveeen".

### Ágata Azul
É a responsavél pelo zoológico de humanos que pertencia a Diamante Rosa. Pertence a Diamante Azul e se diz a fiel a ela.

### Ametistas, Jaspers e Cornalina
Soldados responsavéis pela segurança e contenção do zoológico da Diamante Rosa. A partir do final de Isso É Tudo/Por Agora É Só elas viram aliadas das Crystal Gems.

### Água Marinha
É uma gem de Homeworld que pertence a corte da Diamante Azul, ela foi enviada a Terra com o objetivo de capturar os humanos que foram listados por Steven à Peridot no episódio Ataque de Mármore.

### Topázio
Tipo de soldado Quartzo que foi enviado à Terra como escolta de Água Marinha para capturar os humanos.

### Esmeralda
É uma gem de Homeworld da corte da Diamante Amarelo e teve sua primeira aparição no episódio Lars Estelar, ela estava em uma perseguição espacial atrás de sua nave que foi roubada por Lars e as "Descoloridas 
DIAMANTE BRANCO-Aparência
Diamante Branco tem cabelos brancos espetados em uma forma semelhante a um pentágono e pele branca. Ela é mostrada para ser maior do que seus companheiros Diamonds. Como os outros Diamantes, ela tem pupilas em forma de diamante, mas as dela são brancas em vez de pretas, e ela tem cílios pretos grandes e cheios. Como mostrado na seqüência de flashback em " Your Mother and Mine " e uma camiseta oficial do Hot Topic [1] , ela tem longas unhas pretas. Sua pedra preciosa está localizada na testa e é uma visão lateral de um diamante de corte redondo.
Ela usa um longo vestido branco translúcido que atinge o chão, ombreiras e um par de sandálias de vestido com saltos altos intrincadamente detalhados. Ela também usa uma capa com listras pretas e cinza que é forrada com brilhantes desenhos de estrelas e diamantes.

### Diamante Branco
é a única em que seu corpo constantemente irradia uma luz brilhante. Devido a isso (e possivelmente o brilho de seu navio), sua pedra preciosa é pouco visível, e apenas seus olhos, narinas, sobrancelhas e boca são visíveis, porque eles são negros ou têm contornos pretos. Um desenho de Rebecca Sugar , no entanto, mostra os detalhes obscurecidos, assim como a camiseta do Hot Topic.
Diamante Branco se mostrou bem orgulhosa no episódio Change Your Mind, especial de uma hora chamado Battle of Heart and Mind, visto que ela se achava perfeita e a única gem/jóia que não possuia erros, pois ela pussui "todas as cores" já que a sua cor é o Branco (uma cor que pode formar qualquer outra cor), mas isso muda quando Stevena deixa envergonhada por falar uma coisa que a deixou sem resposta, ela disse que ele na verdade é a Diamante Rosa enquanto bate no chão feito uma criança, e diz que ele/ela só está agindo feito uma criança, mas ele diz que é uma criança e pergunta qual é a desculpa dela, após isso as quatro diamantes vão pra Terra e curam as gems corrompidas, então a Branco, Amarelo e Azul vão para Homeworld/Planeta Natal e Rosa fica na Terra durante isso branco e bem mais poderesa que as outras ela pode lançar uma luz que tira a cor da gem/jóia  e inativa e assim contratando a gems que controla tem habilidades de intagilidade e levitação no final branco e amarelo e azul voltam para o Planeta natal .

## Terciários

#### Vidalia
Vidalia teve sua primeira aparição em um flashback no episódio Uma História para Steven/Uma História para o Steven.  A sua segunda aparição foi no episódio Amigo Cebola/Amigo Onion onde é revelado que ela é a mãe de Cebola e Creme Azedo. No mesmo episódio também foi revelado que ela e Ametista já foram melhores amigas. Ela é uma pintora e já fez muitos quadros da Ametista.

#### Sr. Fryman
O proprietário da Lanchonete da Praia. Ele muitas vezes dá pedaços de fritas, as sobras, para Steven, que nunca pede uma refeição completa na lanchonete.

#### Peedee Fryman
Filho mais novo de Fryman e amigo de Steven. Seu pai queria instruí-lo no ramo da família fazendo-o vestir uma fantasia de Frybo, o mascote da loja, para chamar a atenção. Atualmente, ajuda seu pai no balcão. Foi revelado em O Retorno que Peedee se preocupa seriamente com a loja do seu pai.

#### Jamie
Um carteiro que entrega o correio em Beach City, demonstrou interesse na mochila Cheeseburger de Steven e no episódio Cartas de Amor ele se apaixona por Garnet, fazendo de tudo para conquistá-la, sem sucesso. Em Fricção Histórica ele monta um pequeno palco de teatro em Beach City.

#### Harold Smiley
O proprietário do Parque de Diversões de Beach City, já foi cantor de pop e já trabalhou no Big Rosquinha. Steven geralmente provoca-lhe um monte de problemas.

#### Gems Corrompidas
São criaturas como o Centípoda, o Peixe Vento, entre outros. Eles aparecem em diversos lugares mágicos que Steven e as Gems acham. Como não podem curá-las ainda, as Gems, principalmente Garnet, as prendem em bolhas e estocam no porão do templo. O corrompimento foi feito pelo Danos das Diamantes no fim da Guerra Gem, todas as Gems que não foram protegidas por então, acabaram se corrompendo. De acordo com Garnet em Reunião de Monstros, a corrompção se trata de algo mental e não fisicamente.

#### Barbara
É uma personagem de Steven Universe/Steven Universo, ela é a mãe da Sadie. Ela foi mencionada em Leão 3 e teve sua primeira aparição em O Retorno/O Regresso. Voltou a aparecer em Cartas de Amor e depois quando ela e Steven ajudam Sadie a se maquiar e se vestir para o evento Beach-A-Palloza. Bárbara parece ser uma personagem bem persistente, como visto em A Canção da Sadie, é obviamente uma das carteiras da cidade de Beach City (no episódio Cartas De Amor ela fica no lugar de Jamie).

#### Marty
Marty é o ex-empresário de Greg Universe. Ex-namorado de Vidalia e pai do Creme Azedo, ele é ambicioso e mulherengo, querendo o sucesso de Greg como músico para lucrar com isso e tentando fazer Greg deixar Rose para trás dizendo que ele poderia ter "muitas mulheres das pequenas ao invés de ter uma grande".

#### Cauda Amarela
Um marinheiro que está em constante viagem. Pai de Cebola, padrasto de Creme Azedo e marido de Vidalia, seu filho Cebola sente muito sua falta quando ele está longe em alto-mar. Ele e o filho só falaram até agora por ruídos ininteligíveis. De acordo com Vidalia em Amigo Cebola, ele e Creme Azedo estão em constante discussão, por Creme Azedo ser festeiro e relaxado.

#### Família Pizza
A família de Jenny, dona da pizzaria da cidade, composta pelas Gêmeas Pizza, Jenny e Kiki, a primeira sendo a mais despreocupada e descontraída, como Ametista, e sua irmã a mais centrada, que trabalha como atendente na pizzaria e tem personalidade como a de Pérola; seu pai Kofi, um imigrante de Gana, que trabalha como o pizzaiolo e é o dono da Pizzaria e Nanefua, a mãe idosa de Kofi, avó das irmãs Jenny e Kiki, uma senhora divertida e alegre. Eles já jogaram vôlei com as Crystal Gems.

#### Doug e Pryanka Maheswaran
Os pais super protetores de Connie. Estão em constante mudança de cidade, de acordo com Connie. Dra. Priyanka Maheshwaran é uma médica e, apesar de rigorosa, é uma mãe amável.
Em Pesadelo Hospitalar, após Connie ter lhe contado a verdade sobre as aventuras com Steven, que vem treinando lutas com espada e que não precisa mais de óculos, seu relacionamento com Connie fica mais forte do que nunca. Doug Maheshwaran, o pai de Connie, também é muito rigoroso. Ele trabalha como segurança e é um motorista ruim quando neva demais, como mostrado em Previsão do Tempo: Inverno/Previsão de Inverno.
Kevin
Ele, em primeiro lugar, é muito condescendente, pensa muito de si mesmo como enfatizou dizendo para Stevonnie que os dois eram anjos entre lixo de gente. Ele também é um pouco imprudente, ignorando completamente o fato de que Stevonnie não gostar dele. Ele parece assustar facilmente quando Stevonnie ganha praticamente um acesso de raiva e se divide em Steven e Connie.

## Fusões
- Garnet Atual líder das Crystal Gems (na ausência de Rose Quartz) mas não oficialmente. No episódio Libertador/Fuga da Prisão é revelado que Garnet é a fusão de duas Gems, Rubi e Safira. A natureza balanceada de Garnet se dá pelas personalidades conflitantes de suas componentes;[9] enquanto Rubi é frequentemente mal humorada, Safira é calma. Devido ela ser uma fusão, Garnet possui duas Gems, cada uma embutida em uma mão. Ela usa as pedras para invocar um par de manoplas, que são formadas das armas de Rubi e Safira. Ela também possui três olhos, o terceiro olho herdado de Safira é usado para ver possíveis resultados do futuro.
- Opal - Uma poderosa Fusão Gem formada por Ametista e Pérola fundidas tanto fisicamente como mentalmente. Pérola afirmou que ela e Ametista só formam Opal quando é "extremamente necessário" no episódio A Mulher Gigante/Mulher Gigante (onde teve sua primeira aparição), devido ao fato de que as duas Crystal Gems estão em desacordo constante e é difícil para elas encontrarem a harmonia física e mental necessária para criar e sustentar o ser. Ela aparece como um gigante de quatro braços com uma mistura de atributos físicos dos dois personagens. Ironicamente, é a fusão com aparência mais "normal" (se comparada à Sugilite e Malaquita), o que pode indicar que apesar das brigas de Pérola e Ametista, elas têm respeito e consideração mútuos. Possui duas opalas, uma no tórax (semelhante à pedra da Ametista) e uma na testa (semelhante à pedra da Pérola). Sua arma (formado do chicote de Ametista e da lança de Pérola) é um arco que dispara flechas de energia. Quando Opal atira uma flecha ela pode se separar em várias outras flechas menores para atacar múltiplos alvos ou objetos de uma só vez. Isso foi visto em O Retorno quando a própria atacou a nave de Peridot e Jasper.  É revelado no livro Guide to The Crystal Gems (Guia das Cristal Gems) que Opal é a única fusão que sofre de amnésia por conta de seu temperamento calmo. Reapareceu em Diário de Bordo 7 15 2/Data de Registo 7 15 2 com um traje diferente e mais estável. Ela possui uma aparência de deusa hindu.
- Sugilite - É uma Gem formada pela fusão de Ametista e Garnet, também é uma personagem de caráter instável e perigosa que se aborrece facilmente, adquirindo um temperamento bastante feroz, e que parece ser forte e poderosa. Ela aparece como um gigante de quatro braços e cinco olhos com uma mistura de atributos físicos dos dois personagens e tem três sugilites embutidas no corpo. Duas localizadas nas duas de suas quatro mãos (semelhante às pedras da Garnet) e uma localizada no tórax (semelhante à pedra da Ametista). Sua arma (formada das manoplas de Garnet e do chicote da Ametista) é uma manopla arremessável (mangual) capaz de destruir tudo, semelhante a uma bola de demolição. Apareceu pela primeira vez em Treinador Steven/O Treinador Steven, e pela segunda em Peça Ajuda/Pedido de Ajuda sem falas. Até agora, Sugilite foi a única fusão de Crystal Gems a agir como vilã, ao tentar matar a Pérola no final de Treinador Steven/O Treinador Steven. Tecnicamente, ela é maior que Opal. Em Peça Ajuda ela parece ter ficado mais estável.
- Sardonyx - É a fusão entre Garnet e Pérola, tem a aparência de uma apresentadora de TV. Sua arma é a lança de Pérola com as luvas de Garnet na ponta, formando uma espécie de martelo que pode girar como uma escavadeira. Sua personalidade é alegre e gentil, mas também um pouco exibicionista e arrogante. Fez sua primeira aparição no episódio Peça Ajuda/Pedido de Ajuda, Amizade/Nave Amiga, De volta à lua e Conheça sua Fusão/Conhece a Tua Fusão. Ela tem três , 2 localizadas nas palmas de duas de suas quatro mãos (semelhantes às de Garnet) e 1 na sua testa (semelhante à de Pérola).
- Alexandrite - É uma Crystal Gem formada pela fusão das quatro Crystal Gems, Safira e Rubi (Garnet), Ametista e Pérola. Ela é uma gigante de seis braços com uma mistura dos atributos físicos das quatro personagens, e é a única fusão com duas bocas. (sua cara visível funciona como uma máscara que esconde uma boca monstruosa que fica em baixo e é provável que seja controlada por Ametista) e suspeita-se que tenha 7 olhos. Tem quatro alexandritas embutidas no corpo. Uma localizada na testa (semelhante à pedra da Pérola), uma no tórax (semelhante à pedra da Ametista) e duas na palma de duas de suas seis mãos (semelhante às pedras da Garnet). A fusão se mostrou bastante instável, devido à discordância entre as personagens. Apareceu  em Jantar em Família/Cozinha De Fusão e Super Ilha Melancia/A Ilha dos Super Melancias. Ela não possui uma arma própria, ao invés disso ela usa todas as armas das Gems e das fusões como visto em Super Ilha Melancia/A Ilha dos Super Melancias. Apesar de só aparecer em dois episódios ela já apareceu duas vezes no curta Fusão e aparece no jogo "Ataque ao Prisma" como ataque especial, sendo assim vista três vezes fora da série. Ela volta em Super Ilha Melancia/A Ilha dos Super Melancias onde confronta Malaquita.
- Stevonnie  - É a fusão de Steven com Connie. Assim como Opal, Sugilite, Alexandrite e Sardonyx, Stevonnie compartilha dos atributos físicos de Steven e Connie. Stevonnie pode variar entre Steven ou Connie dominando a personalidade na fusão. Stevonnie tem uma aparência de adolescente, carismática e inteligente. Sua pedra fica localizada no umbigo e é a mesma de Steven. Sua arma é o escudo de Steven. Fez sua primeira aparição no episódio Juntos e Sozinhos/Stevonnie e a segunda em Temos que Conversar/Precisamos de Falar, por alguns segundos. Stevonnie retorna em Corrida Em Beach City/Ligação Beach City competindo com Kevin cheia de raiva do mesmo, Bate o Chicote/Pulso Firme e Educação de Consciência/Educação Consciente.
- Malaquita - É a fusão de Lápis Lazúli com Jasper. Possui duas malaquitas, uma embutida em seu nariz (semelhante à de Jasper) e uma em suas costas (semelhante à de Lápis). Ela também possui as mesmas habilidades de Lápis Lazúli e Jasper (sua arma ainda não foi revelada). Ela tem 6 braços, mas usa 4 deles como se fossem pernas. Apareceu pela primeira vez no episódio Libertador/Fuga da Prisão e pela segunda em Chille Tid/Tá Se Bem, por alguns segundos. Depois em Super Ilha Melancia/A Ilha dos Super Melancias. Foi uma tática hipócrita usada por Jasper (que havia dito que "a fusão é só uma tática barata para Gems fracas se fortalecerem"), que forçou Lápis a se fundir com ela e se vingar de Garnet. Após a fusão, Lápis tomou o controle de Malaquita e usou sua hidrocinese para prendê-la no fundo do oceano, num local desconhecido. É revelado em "Cartas de Amor" que Garnet tem feito regulamente buscas para encontrar Malaquita. Em Chille Tid/Tá Se Bem, é revelado que Lápis luta para continuar no controle da fusão e manter Jasper prisioneira. No episódio Super Ilha Melancia/A Ilha dos Super Melancias Lápis perde o controle de Malaquita e Garnet, Pérola e Ametista se fundem formando Alexandrite que luta com Malaquita e vence. Fazendo Malaquita se desfundir.
- Arco-Íris Quartz - É a fusão de Rose Quartz e Pérola. Ela apareceu pela primeira vez em Temos que Conversar/Precisamos de Falar. Teve a menor duração na tela (26 segundos) e não tem nenhum dublador. Rainbow Quartz tem 2 quartzos arco-íris embutidos no seu umbigo (semelhante à pedra de Rose) e em sua testa (semelhante à pedra de Pérola).
- Demonstrou ser uma fusão estável, já que se separou por livre e espontânea vontade, sem graves danos ou dessincronização. Sua arma ainda não foi revelada. Possui a forma mais "humana" de todas as fusões (não contando Stevonnie) pelo respeito e carinho entre Rose e Pérola. Foi a primeira fusão da série a se desfundir por vontade própria.
- Protótipos da Drusa/Aglomerado - São fusões forçadas que apareceram em Ficando Juntas/Mantendo-se Unidas, Pesadelo Hospitalar/Hospital Pesadelo e Quando Chove. São compostas por vários fragmentos de Gems e tem formatos que variam. Foram testes de Homeworld em suas pesquisas sobre fusões não-ortodoxas. Garnet achou essa fusão forçada tão desumana que quase se desfundiu, mas Steven a salvou da Fusão. Suas pedras são um agrupamento de vários outros pedaços de pedras rachadas.
- Drusa - Segundo Peridot, é uma fusão forçada gigante que quando emergir poderá destruir a Terra. Foi uma arma biológica Gem criada por Homeworld. Seu tamanho é gigante como mostrado no episódio Quando Chove. Suas pedras são na verdade, um misto de várias Gems que foram enterradas juntas no núcleo da terra, e forçadas a se fundir. Ao contrário de Yellow Diamond, Peridot deseja acabar com esta fusão e coopera com as Crystal Gems para isso. Ao episódio Broca de Gems/Fura Jóias Steven entrou na mente da Drusa e a convenceu de não tomar forma, para a fusão não se descontrolar e tomar forma, para não acabar com toda a vida na Terra, a própria se embolha e com a ajuda do Steven, atualmente ela se localiza no centro da Terra recém embolhada.
- Big Rubi - É Uma fusão entre 3 Rubis que apareceram no episódio A Resposta. Possui 3 rubis: Uma em sua palma da mão (a Rubi principal), uma nas costas de sua mão e outra no ombro. A fusão foi facilmente derrotada por Rose Quartz, que conseguiu destruir 2 das três Rubis componentes.
- Mega Rubi - É uma fusão entre 5 Rubis que apareceram nos episódios Tacada Certeira e De Volta à Lua. Possui 5 rubis: Uma em seu olho esquerdo, outra em se ombro esquerdo, mais uma no umbigo, uma em seu joelho esquerdo e uma em seu tórax. Em Tacada Certeira/Acerte o Diamante, elas formaram a Mega Rubi quando descobrem que, no time dos humanos, existem Gems, e em De Volta A lua, elas formam a Mega Rubi mais uma vez pois foram enganadas pelas Crystal Gems de novo.
- Smoky Quartz/Quartzo Fumê (PT-BR) - Fusão de Steven com Ametista, possui três antibraços e dois olhos normais. A fusão aparenta manter a personalidade da Ametista sendo muito divertida e travessa. Apareceu pela primeira vez em Terráqueas/Terráqueos, fundida por acidente. Sua arma (formado pelo escudo de Steven e pelo chicote de Ametista) é um iô-iô capaz de se movimentar rapidamente e destruir coisas com facilidade, além de virar uma espécie de ventilador. Quartzo Fumê conseguiu derrotar Jasper com facilidade. Ela tem 2 quartzos fumês,1 localizado em seu umbigo (Steven) e outro no peito (Ametista).
- Fusão Quartzo Desconhecida - Após ser derrotada pela Quartzo Fumê, Jasper resolve se fundir com o Monstro da Neve para se fortalecer. A fusão tem um tamanho médio, comparada às outras fusões, sendo um tanto um pouco do tamanho de Smoky Quartz. A fusão tem pele bege, com marcas laranjas escuras por todo seu corpo. Seu rosto é semelhante ao de Jasper, mas é mais pontudo em relação ao da mesma. Tem uma juba branca que cobre sua cabeça e vai até seu peito e costa. Possui três espinhos marrons saindo de sua cabeça, com braços musculosos e com alguns espinhos saindo de seus braços. Possui braços inferiores que servem como pernas e outras duas pernas semelhante à pernas de cachorros. Foi derrotada e desfundida facilmente pela Smoky Quartz com um truque de ventiladores.
- Mega Holo-Pérola - No episódio Educação de Consciência/Educação Consciente, duas Holo-Pérolas se fundem para um treinamento especial de fusões com a Stevonnie. Essa fusão é somente uma Holo-Pérola enorme. Entretanto uma fusão de dois ou mais hologramas de gems diferentes podem resultar em uma fusão holograma.
- Fusão Topázio - Uma fusão de duas Topázios de Homeworld que acompanha Aquamarine na sua missão na Terra atrás dos humanos da lista de Diamante Amarelo. Suas duas pedras amarelas e redondas se encontram no local onde deveriam estar suas orelhas. Ela se demonstra muito séria inicialmente, mas mostra-se sentimental ao descobrir da história de Lars e Steven. Sua arma se assemelha a um cotonete gigante, com uma haste marrom, e aparentemente dois topázios, com a forma da cabeça dos injetores, em cada ponta. Essa arma é formada pelas duas clavas das topázios que formam a fusão.
- Obsidian/Obsdiana(PT-BR) - É Uma Fusão De Garnet,Perola,Amestista,Steven. E teve sua primeira apariçao no episodio Change Your Mind .A Obsidiana é uma fusão maciça com oito braços, pele cinzenta, marcas alaranjadas brilhantes, olhos laranja brilhantes e cabelos negros como carvão que atingem o chão. Eles também exibem uma máscara, que se abre para uma terceira boca. A terceira boca está cheia de lava que Obsidian usa para fabricar sua espada. Sua aparência lembra muito a figura do morro do Templo de Cristal
- Personalidade: A obsidiana não parece ter uma personalidade distinta, uma vez que se mostra sempre silenciosa. O único barulho que eles fazem é um rugido alto após a sua formação.
- Habilidades: Obsidiana possui habilidades e características padrão de Gem . Como a fusão de todos os 4 membros principais do Crystal Gems, Obsidian é a fusão mais forte até agora na série.
- Conjunto de habilidades: Proficiência em Espada Grande : A obsidiana forma o cabo de sua espada combinando a lança de Pearl, o escudo de Steven, a luva de Garnet e o chicote de Ametista; então, Obsidian smelts a lâmina da espada, abrindo uma terceira boca cheia de lava e furando o punho em sua boca. A espada em brasa que eles puxam para fora da boca é então capaz de cortar quase qualquer coisa, pois destrói as naves das Diamante Amarelo e Diamante Azul com aparente facilidade.

- Sustone/Pedra Do Sol(PT-BR) - Sunstone é a fusão entre Garnet (e por extensão,  Ruby  e  Sapphire ) e Steven . Eles fizeram sua estréia no episódio Change Your Mind. Sunstone parece viver pelo seu nome; sua cabeça lembra muito o sol. Eles também têm pele laranja brilhante com manchas laranja normal e dois conjuntos de braços: um volumoso e musculoso com o outro delgado. O par menor pode frequentemente ser visto exibindo sinais de paz ou shakas, demonstrando sua natureza descontraída. Eles usam um par de óculos vermelho escuro, cobrindo os olhos, a camiseta de Steven com as mangas arregaçadas, as luvas de Garnet na parte de baixo dos braços, as calças de Steven com um bolso vermelho na perna esquerda e um bolso azul à direita. perna, e sandálias de Steven sob leggings escarlates.

- Personalidade: De muitas maneiras, Sunstone se assemelha a um personagem de desenho animado especial de 1980 / 90s depois da escola. Eles oferecem platitudes auto-encorajadoras e dão conselhos úteis para crianças enquanto gritam catchphases como "bungakowa". No geral, eles têm uma personalidade tranquila e descontraída mesmo no calor da batalha. Muito parecido com Sardonyx, eles gostam de quebrar a quarta parede, encorajando as crianças em casa a não lutarem quando isso puder ser evitado.

- Habilidades: possui habilidades e características padrão de Gem. Proficiência em Ventosa: Combinando o escudo de Steven e as manoplas de Garnet, a Sunstone pode empunhar um par de ventosas, permitindo-lhes escalar certos objetos.

- Rainbow Quartz 2.0\Quartzo do arco-íris 2.0(PT-BR) - É a fusão de Steven e Pearl. Esta fusão mantém a cor da pele original do Quartzo do Arco-Íris, mas o cabelo é significativamente mais curto, e é de cor lilás, juntamente com estrias azuis e rosa. Usam o blazer de Pearl por cima de uma versão de decote da camisa de Steven, as calças de Steven como calções até ao joelho e os chinelos de Pearl (embora os pés sejam muito mais largos que os dela).

Ao contrário da maioria das outras fusões vistas até agora, o Rainbow Quartz 2.0 não ganha altura adicional a partir da fusão, mas tem a mesma altura que o Pearl.
- Personalidade: age de forma muito extravagante, de uma maneira semelhante à de Sardonyx  e semelhante a ela, fala em sotaque britânico. Ele também compartilha a afinidade do Sardonyx com jogos de palavras.

- História: no episódio Mude sua mente/Change Your Mind (PT-BR/EN-US) A fim de libertar Pearl de sua Gemstone , Steven funde-se com ela e forma Rainbow Quartz 2.0. Ele usa seu guarda-chuva para desacelerar a queda e pegar pedras preciosas de rubi e safira antes de se desfazerem.

- Habilidades: Proficiência em Parasol/Parasol Rocket: Rainbow Quartz 2.0 pode montar seu guarda-sol como se fosse uma vassoura de bruxa. Ao voar, o guarda-sol emite uma trilha colorida do arco-íris. Speed of Descent Regulation: Carregado de Steven, Rainbow Quartz 2.0 pode controlar o quão rápido eles caem através do parasol. Ele é muito rápidos em seus pés. Ele tem um guarda-chuva usado para flutuar.

### Aparições
| Personagem             | Episódio de Estreia    | Temporada              | Temporada              | Temporada              | Temporada              | Temporada              | Temporada              | Total                  |
| Personagem             | Episódio de Estreia    | 1                      | 2                      | 3                      | 4                      | 5                      | F                      | Total                  |
| Personagens Principais | Personagens Principais | Personagens Principais | Personagens Principais | Personagens Principais | Personagens Principais | Personagens Principais | Personagens Principais | Personagens Principais |
| ---------------------- | ---------------------- | ---------------------- | ---------------------- | ---------------------- | ---------------------- | ---------------------- | ---------------------- | ---------------------- |
| Steven                 | T1E01                  | 52                     | 26                     | 25                     | 25                     | 31                     | 20                     | 179                    |
| Garnet                 | T1E01                  | 48                     | 22                     | 16                     | 19                     | 19                     | 15                     | 139                    |
| Ametista               | T1E01                  | 48                     | 21                     | 18                     | 18                     | 22                     | 15                     | 142                    |
| Pérola                 | T1E01                  | 48                     | 22                     | 18                     | 18                     | 21                     | 16                     | 143                    |
| Lars                   | T1E01                  | 23                     | 4                      | 3                      | 6                      | 9                      | 3                      | 48                     |
| Sadie                  | T1E01                  | 21                     | 5                      | 3                      | 6                      | 10                     | 3                      | 48                     |
| Greg                   | T1E02                  | 20                     | 7                      | 6                      | 11                     | 14                     | 8                      | 66                     |
| Connie                 | T1E07                  | 11                     | 8                      | 5                      | 9                      | 17                     | 11                     | 61                     |
| Leão                   | T1E10                  | 13                     | 6                      | 5                      | 2                      | 14                     | 7                      | 47                     |
| Lápis Lazuli           | T1E25                  | 5                      | 2                      | 9                      | 6                      | 9                      | 4                      | 35                     |
| Peridot                | T1E36                  | 4                      | 16                     | 9                      | 7                      | 12                     | 8                      | 56                     |
| Rubi e Safira          | T1E52                  | 1                      | 2                      | 1                      | 7                      | 12                     | 4                      | 27                     |
| Bismuto                | T3E20                  | —                      | —                      | 3                      | 1                      | 11                     | 7                      | 22                     |
| Diamantes              |                        |                        |                        |                        |                        |                        |                        |                        |
| Rose Quartz            | T1E35                  | 13                     | 9                      | 8                      | 12                     | 10                     | 2                      | 52                     |
| Diamante Rosa          | T5E12                  | —                      | —                      | 1                      | —                      | 9                      | 2                      | 10                     |
| Diamante Azul          | T2E22                  | —                      | 1                      | —                      | 2                      | 14                     | 5                      | 22                     |
| Diamante Amarelo       | T2E25                  | —                      | 1                      | —                      | 1                      | 15                     | 5                      | 22                     |
| Diamante Branco        | T5E25                  | —                      | —                      | —                      | —                      | 10                     | 6                      | 16                     |
| Recorrentes            |                        |                        |                        |                        |                        |                        |                        |                        |
| Jasper                 | T1E51                  | 2                      | 2                      | 6                      | 1                      | 1                      | 6                      | 18                     |